# Mimusops
Genre
Classification phylogénétique
Mimusops est un genre de plantes à fleurs de la famille des Sapotaceae originaire des pays tropicaux. Ce genre est proche du genre Autranella.

## Liste des espèces
- Mimusops acutifolia Mildbr.
- Mimusops aedificatoria Mildbr.
- Mimusops affinis De Wild.
- Mimusops andamanensis King & Gamble
- Mimusops andongensis Hiern
- Mimusops angel Chiov.
- Mimusops ankaibeensis Capuron ex Aubrév.
- Mimusops antongilensis Aubrév.
- Mimusops antorakensis Aubrév.
- Mimusops antsiranensis F.Friedmann
- Mimusops bagshawei S.Moore
- Mimusops balata (Aubl.) C.F.Gaertn. (syn. : Mimusops maxima (Poir.) R.E.Vaughan)
- Mimusops caffra E.Mey. ex A.DC.
- Mimusops capuronii Aubrév.
- Mimusops commersonii Engl.
- Mimusops comorensis Engl.
- Mimusops coriacea (A.DC.) Miq.
- Mimusops dodensis Engl.
- Mimusops ebolowensis Engl. & K.Krause
- Mimusops elengi L.
- Mimusops erythroxylon Bojer ex A.DC.
- Mimusops giorgii De Wild.
- Mimusops kummel Bruce ex A.DC.
- Mimusops laurifolia (Forssk.) Friis
- Mimusops lecomtei H.J.Lam
- Mimusops lohindri Aubrév.
- Mimusops longipedicellata Aubrév.
- Mimusops mayumbensis Greves
- Mimusops membranacea Aubrév.
- Mimusops mildbraedii Engl. & K.Krause
- Mimusops ngembe Engl. & K.Krause
- Mimusops nossibeensis Capuron ex Aubrév.
- Mimusops oblongifolia Dubard
- Mimusops obovata Sond.
- Mimusops obtusifolia Lam.
- Mimusops occidentalis Aubrév.
- Mimusops penduliflora Engl.
- Mimusops perrieri Capuron ex Aubrév.
- Mimusops petiolaris (A.DC.) Dubard
- Mimusops riparia Engl.
- Mimusops sambiranensis Aubrév.
- Mimusops sechellarum (Oliv.) Hemsl.
- Mimusops somalensis Chiov.
- Mimusops voalela Aubrév.
- Mimusops zeyheri Sond.
- Mimusops zeylanica Kosterm.